# Nudaurelia myrtea
Nudaurelia myrtea is een vlinder uit de familie nachtpauwogen (Saturniidae), onderfamilie Saturniinae.
De wetenschappelijke naam van de soort is voor het eerst geldig gepubliceerd door Hans Rebel in 1917.

## Andere combinaties
- Imbrasia myrtea (Rebel, 1917)